# Henri Szeps
Henri Szeps OAM (* 2. Oktober 1943 in Lausanne, Schweiz; † vor oder am 24. Juli 2025) war ein australischer Schauspieler. 

## Werdegang
Szeps verbrachte seine Kindheit in Europa, ehe die Familie nach Australien zog, als er acht Jahre alt war. Während seines Studiums begann er, Theater zu spielen, und wurde später für Fernsehproduktionen engagiert. Nachdem er in den 1970er Jahren einige Zeit für das britische Fernsehen vor der Kamera gestanden hatte, kehrte er anschließend nach Australien zurück, wo er seitdem tätig war. So sah man ihn in Fatty Finn, der Sportkomödie Lauf dich warm sowie dem preisgekrönten Film Lauf, Rebecca, lauf! Seinen bekanntesten Part verkörperte er in der auch in Europa populären Sitcom Mutter und Sohn, in der er zehn Jahre lang den Robert Beare spielte.
Für seine Verdienste um die Kunst und um die Gemeinschaft wurde er 2001 durch den Australia Day Council und das National Centre for Childhood Grief mit der Medaille des Order of Australia ausgezeichnet.
Henri Szeps war verheiratet und hatte zwei Söhne. 